# Obcinacz do paznokci

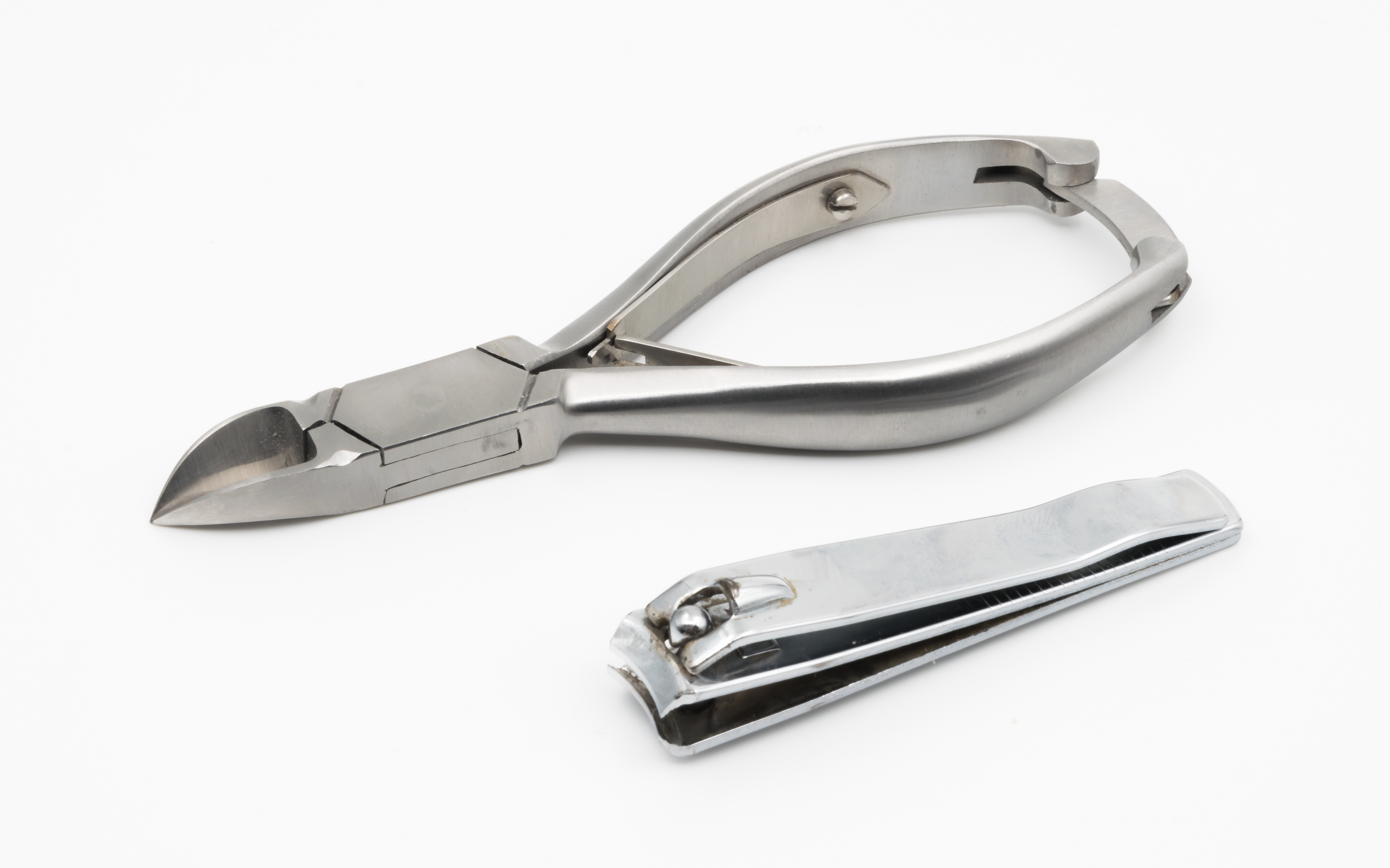
Po lewej stronie - obcinacz obcążkowy, po prawej - obcinacz typu lewarowego

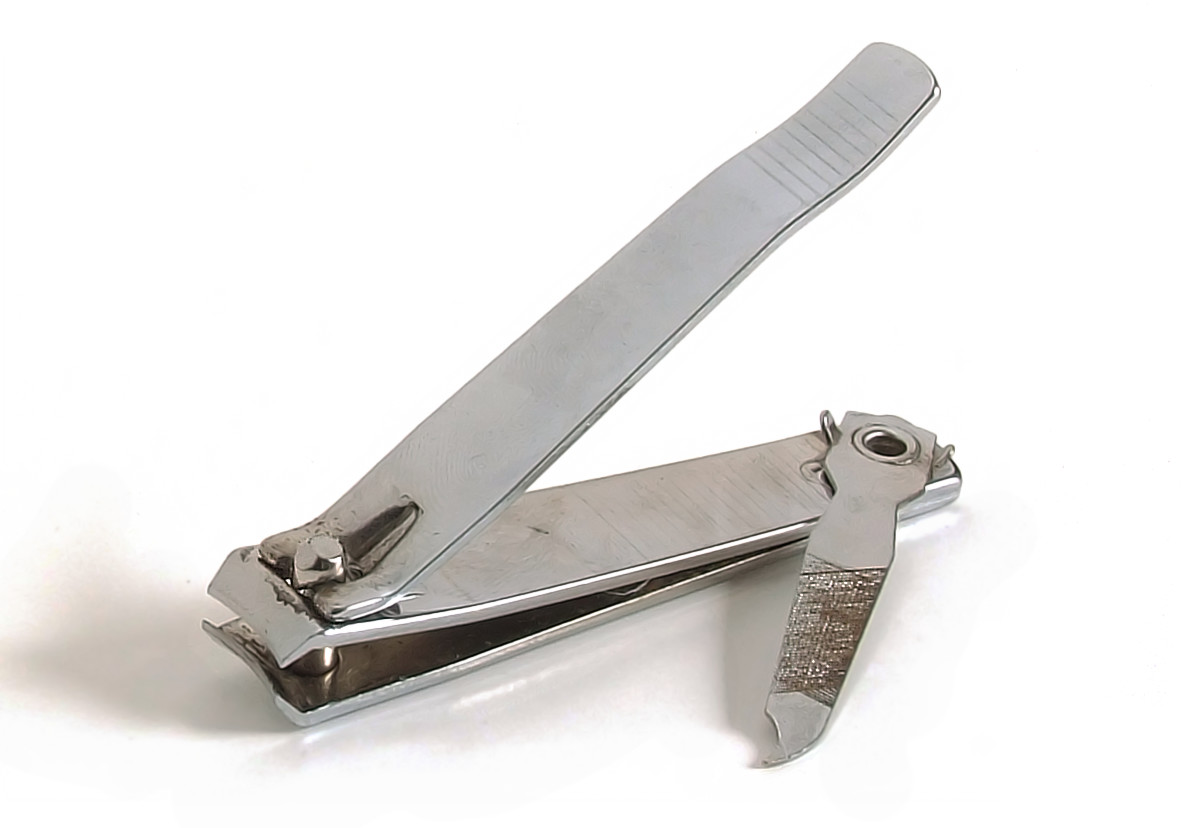
Obcinacz do paznokci z pilniczkiem

Obcinacz do paznokci – narzędzie ręczne służące do przycinania paznokci.

## Budowa
Obcinacze do paznokci są zazwyczaj wykonane ze stali nierdzewnej; mogą być jednak wykonane także z plastiku lub aluminium. Dwa najbardziej rozpowszechnione typy to obcinacz obcążkowy oraz obcinacz zbudowany z zastosowaniem dźwigni złożonej – obcinacz lewarowy. Większość obcinaczy do paznokci ma w zestawieniu dodatkowe narzędzie służące do usuwania brudu gromadzącego się za płytką paznokciową. Dodatkowo są również nierzadko wyposażone w miniaturowy pilniczek służący do usuwania, wygładzania twardych, postrzępionych zakończeń paznokci oraz ogólnej pielęgnacji płytki paznokciowej. Zdarza się, że obcinacze do paznokci (lub narzędzia pełniące podobną funkcję) wchodzą w skład scyzoryka lub zestawu multinarzędziowego typu szwajcarski nóż oficerski. Czasem w ramach wyposażenia dodatkowego załączany jest pojemniczek na paznokcie. Specjalistyczne obcinacze są wyposażone w wypukłą końcówkę służącą do przycinania paznokci u nóg oraz wklęsłą końcówkę służącą do przycinania paznokci u rąk.

## Historia
Wynalazca obcinacza do paznokcia nie jest znany (prawdopodobnie ręczne narzędzia spełniające tę funkcję były znane już w starożytności), aczkolwiek pierwszym człowiekiem, który uzyskał (w Stanach Zjednoczonych) patent na udoskonalenie tego urządzenia był Valentine Fogerty (patent nr 161112, zgłoszony 24 lutego 1875; data przyznania: 23 marca 1875). Autorami poważnego udoskonalenia tego narzędzia (zastosowanie lewarka – dźwigni złożonej) kilka lat później zostali Eugene Heim oraz Celestin Matz, którzy wspólnie zgłosili dwa patenty: nr 244891 (zgłoszony 9 czerwca 1881; data przyznania: 26 lipca 1881) oraz RE9921 (zgłoszony 4 października 1881; data przyznania: 1 listopada 1881).